# Émile Roux-Parassac
Pour les articles homonymes, voir Émile Roux (homonymie) et Roux.
Émile Roux, dit Émile Roux-Parassac, né à Sisteron (Alpes-de-Haute-Provence) le 22 mai 1874, et mort dans le 14e arrondissement de Paris le 28 juillet 1940, est un poète, romancier et dramaturge français.

## Biographie
Né dans une famille de restaurateurs, qui se déplaçait au gré de l'avancement des travaux de construction du chemin de fer, Émile Roux voit le jour à Sisteron. Il part ensuite pour Laragne, puis Chorges et Veynes qui était le village d'origine de sa famille paternelle.
Son abondante production littéraire s'étend de la poésie au roman en passant par le théâtre. Il fait de nombreuses conférences autour des Alpes, sa passion, ce qui lui vaut le surnom de « barde alpin ». Il adjoint « Parassac » à son nom, du nom d'un hameau de la commune de Veynes où il vécut dans son enfance. Il a une haute idée de lui-même et de son talent, une assurance qui le rendait désagréable. Il contribue à faire connaître les Alpes en région parisienne par une série de conférences et d'articles, ainsi que par des émissions de radio.
Il fait partie, avec quatre autres membres, du premier comité espérantiste lors de sa fondation en France, à Grenoble en 1899. Il voyage beaucoup et effectue plusieurs séjours en Allemagne, où il étudie deux ans à la faculté de Munich. Il parle quatre langues.
Du 15 février 1899 au 1er novembre 1899, il entreprend, en compagnie du médecin Claude Verne, un voyage autour du monde, dont ils écriront le récit à leur retour.  En 1903, il est à Savines où il déclame son poème Aux Alpins morts pour la Patrie aux côtés de Clovis Hugues lors de l'inauguration du monument aux morts de la guerre de 1870 sur l'invitation du député-maire, François Pavie. Il n'a jamais caché ses idées républicaines.
Il reçoit beaucoup avec son épouse Augusta, une ancienne cantatrice qui, au cours de ses soirées artistiques, chante les poèmes de son mari, mis en musique par quelques amis musiciens. Lui déclame ses vers.
En 1904, il se rend chez Ferdinand Cheval pour visiter son palais. De retour il composera un poème dans lequel il le désigne sous le nom de Palais Idéal, qu'il conservera. Il revient à Savines en 1907 pour déclamer un autre poème, Pour notre Alpe, à l'inauguration d'un monument à la gloire de la République. À la quarantaine, « il a l'œil vif, la barbe assyrienne, la moustache épaisse, le chef coiffé d'un feutre noir aux larges ailes, comme en portaient alors les rapins et les familiers des Muses. Il ne manque pas d'allure. ».
Membre de la Société fraternelle des Hautes-Alpes en 1921, il quitte sans donner de motif cette association en 1925, et passe à L'Union amicale des Hautes-Alpes la même année, et en devient président en 1927.
En 1929, il fait paraître une biographie de Paul Guillemin (1847-1928) dont il offrira un exemplaire avec un envoi et deux lettres à Gaston Beinet de Digne.Citons ce quatrain d'Emile Roux-Parassac rendant hommage à Paul Guillemin.
Si, sur le Dauphiné, nous manquait un seul livre,

S'il restait, sur nos monts, quelqu'inconnu chemin,

Un homme partirait, jurant de ne plus vivre

Que pour le retrouver; ce serait : Paul Guillemin.
Pour récompense de son œuvre, il reçoit la Légion d'honneur en 1931. Il a maintenant la cinquantaine, « il ne porte plus la barbe, son chapeau est plus petit, ainsi que la moustache. C'est un conférencier ».
En 1935, il rend un hommage à l'abbé François Pascal, à l'occasion de la pose d'une plaque sur la façade de sa maison natale, dans une brochure où paraît une photographie de lui. Il a les cheveux blancs, coiffés en arrière, le regard clair et lointain. Il ne porte plus de barbe ni de moustache. Dans sa résidence de Bagneux qu'il appelle Le maset du Gavot, il vit entouré de son imposante bibliothèque, continuant à donner des articles à la presse dauphinoise et à donner des conférences. Il dit en avoir fait plus d'un millier.
À la fin de sa vie, Émile Roux-Parassac habite à Bagneux, 100ter rue d'Arcueil. Il est mort à l'hôpital Cochin le 28 juillet 1940. Son épouse, la cantatrice Augusta Cabardos, le suivit dans la tombe quelques jours plus tard, le 7 août 1940.

## Œuvres
Poésie
- 1898 : Légendes du désert : Poème. Ed. Librairie dauphinoise H. Falque et Félix Perrin, 1898, 14 p. 16, tirage à 304 ex.
- 1902 : Souffle d'en haut : Poèmes intimes et poèmes alpestres. (Pièces liminaires de Gustave Rivet, Henri Second, Émile Trolliet, Jean Sarrazin); Ed. Librairie dauphinoise, H. Falque & Félix Perrin, Grenoble 1901. XV-199 p. Entre les pages 192-193 est insérée la notation musicale en autographie du poème : Hymne à nos Alpes.
- 1903 : A Mademoiselle Louise Lequin. A Monsieur Lucien Marinot. Grenoble le 26 novembre 1903. Votre poème (pièce de vers à l'occasion de leur mariage). Ed. Edouard Vallier, Grenoble en Dauphiné 1903. 5 p. et 1 f; in-8°;
- 1903 : Aux Alpins morts pour la Patrie hommage aux victimes de la Guerre de 1870.
- 1903 : Un roman scientifique, simple croquis des mœurs savantes, Impr et Litho de Edouard Vallier, Grenoble, 1903 8pp. In-8°. Poèmes  en réaction à une querelle d'érudits lancée par Joseph Roman contre Auguste Prudhomme. Il en profite pour régler ses différents à Joseph Roman qui avait accueilli avec dédain l'ouvrage Souffles d'en haut qu'il avait qualifié de Souffle d'en bas.
- 1904 : À mon école primaire de Chorges.
- 1907 : Pour notre Alpe poème à la gloire de la République.
- 1910 : Les Poèmes de l'Alpe. Ed.Henri Falque, Paris; Impr Moderne à Aurillac. 266 p.port photographique, couverture illustrée d'une reproduction du tableau de Charles Bertier, (1860-1924): La Meije ; in-16°.
- 1939 : Poésies dans l' Almanach de la Montagne: À Gap, Place Alsace Lorraine ;  Grande laitière à son côté ; Un jour longuement arrêté ; Au pied d'un vilain candélabre ; Un vieux monsieur à face glabre ; Entre les deux se dérobait ; La laitière et le poteau laid ; Place Jean Marcellin ; En plein été, fourrure au cou ; Robe de gaze et montrant tout Passait une élégante dame ; Un quidam avivait sa flamme ; « Tiens, dit un paysan goguenard : c'est le corps beau et le renard »
- Tirades wagnériennes, Impromptu, Grenoble, Imprimerie générale, 6 p.

Récit de voyage
- 1903 : À travers le monde : Inde, Java, Indo-Chine, Chine, Japon, Canada, en collaboration avec Claude Verne, Paris Flammarion, 1903. XVI-521 p.; ill; in-8°.

Histoire, géographie, folklore
- 1900 : Pages dauphinoises pour 1870(Conduite des Suisses pendant la guerre d'après le récit d'un médecin militaire dauphinois). Ed. Imprimerie Générale, Grenoble 1900. 8 p. in 16°
- 1901 : La société galante de Grenoble au XVIIe siècle. Claude de Chaulnes. Ed. Librairie dauphinoise, H. Falque & Félix Perrin, Grenoble, 1901. 36 p. in-4°.
- 1904 : L'Alpinisme populaire, le rôle social de l'alpinisme. Ed. Gratier & Rey à Grenoble, 1904. 47 p. in-12°. Préfaces de MM: Armand Chabrand et Henri Ferrand, Lettre du Commandant Blazer. Vignette au titre représentant le Pelvoux, vu depuis le refuge Tuckett, par Tézier, illustrateur.
- 1905 : Stendhal et la montagne. Ed . S. I. 6 p. in-8°.
- 1910 : En Auvergne, dans la Vallée de La Couze; Vallées du Chambon et du Pavin. Ed. Henri Foulque, Paris 1910, Vessely /Issoire. 202 p. réédition, le Livre d'Histoire 2009.

- Prix Montyon 1911 de l’Académie française
- 1930 : Autour d'un almanach de l'an VIII. dans Bulletin de la Société d'études des Hautes-Alpes, vol. no 33, 34, 35 et 36, 1930, p. 233-261.
- 1932 : Souvenirs et leçons du passé: Le Domaine de Sceaux. Ed. s.n., Paris 1932 24 p. in-8°.
- 1936 : Contes et légendes de nos Alpes, préface d'Abel Bonnard, Ed. Louis-Jean, Gap, 1936. XVI-288 p. in-16°.

- Prix Montyon 1937 de l’Académie française
- 1938 : Histoire d'un village. Romette et son prieuré en collaboration avec Joseph Jouglar. Ed. Louis-Jean, Gap, 1938, 308 p. in-8°.

Articles
Il donne chaque semaine, depuis 1897 un article au Courrier des Alpes, sur le thème: Les Alpes aux Alpins
- 1927 : Habitations alpestres dans la Revue de la Chambre syndicale des Entrepreneurs Paris, N° août-septembre 1927.
- 1929 : La maison provençale dans Marseille, janvier-février 1929.
- 1934 : Hommage à Jean Benoît-Lévy, août 1934.

Biographie
- 1898 : L'esprit alpin, Éd. L.Jean et Peyrot, H. Falque & F. Perrin, Gap et Grenoble, 1898. 42 p. portraits et gravures 16. Alpinisme et biographie (Dauphiné).
- 1899 : Francisque Sarcey à Grenoble, Éd. Librairie dauphinoise, Falque & Perrin, 1898. 19 p. In-4°.
- 1902 : Nos peintres… André Albertin, S.I., n.d., 3 p. n./ ch; in-8°
- 1903 : Un peu de tout sur Beyle-Stendhal, Éd. Librairie Dauphinoise. H. Falque et Félix Perrin, 1903. 54 p. In-8°.
- 1903 : Les noces d'or du poète Jean Sarrazin, (1853-1903), Éd. Louis-Jean et Peyrot, Gap, 1903. 18 p. 2 port et une fig; in-8°, tiré à 300ex.
- 1904 : Études dauphinoises contemporaines. I. Paul Guillemin, Paris, Soc-paris d'édition, 1904. 50p .et 1 ft; In-8°.
- 1929 : Un grand et Digne alpin: Paul Guillemin, (1847-1928), Éd. Louis-Jean, Gap, 1929, in-8°, broché, 31.p.
- 1929 : Une belle page de l'histoire des Alpes. Jacques Gelu et Jeanne d'Arc, S.I, Éditions alpines du Courrier des Alpes, 1929. 12 p. grav; 4. In-8°
- 1935 : Un grand alpin : Auguste Vagnet, (1851-1914), Éd. Louis-Jean, Gap 1935, 65 p.
- Nos poètes des Alpes. Jean Sarrazin et son prochain livres, S.I., n.d, 0, 2 p.in-8°

Sociologie
- 1917 : Erreurs d'hier. Réalisations de demain

Sciences
- 1918 : À propos de l'enseignement technique. La question de l'apprentissage l'école atelier, Éd. des Intérêts économiques du Sud-Est, 1918. 32. p.
- 1930 : …Et l'image s'anima, ou la merveilleuse et véridique histoire d'une grande invention, Éd. du Monde Moderne, Paris, 1930, in-8° broché, 96. p. avec de nombreux documents in texte. Histoire du Cinéma, Louis Lumière.
- 1937 : Fleurs des Alpes les plus belles et les plus rares. Où et quand les cueillir?, Éd. Orphrys, Gap, 1937, XVI-296 p.ill et pl.h./t.; 18,5 cm.

Préface
- 1930 : de Névache et la vallée de la Haute-Clarée (Briançonnais) par Henri Rostolland, Éd. Louis-Jean, Gap, 1930, 320 p., XX pl. en noir et une en coul, tab., une carte dépl ht 25 cm. Marseille, Laffit Reprints, 1982. 32-XIV p; XX pl.:ill., 1 carte; 22 cm

### Iconographie
- Pierre Bonnaud, Portrait de Émile Roux-Parassac, 1917, in Erreurs d'hier. Réalisations de demain où il est représenté en buste devant un fond de montagnes enneigées avec en sous-titre : L'Apôtre de nos Alpes.
- Portrait photographique d’Émile Roux Parassac, par A. Félix (18..-19..) atelier 6 Bd des Italiens à Paris[6]